# Наводнения в Китае (2021)
Наводнения в Китае — серьёзные наводнения, начавшиеся 11 июля 2021 года. Основной ущерб был нанесён провинции Хэнань. В результате наводнения погибли по меньшей мере 302 человека, пропали без вести 50. В зоне бедствия оказались 13,66 млн человек.

## Наводнения
11 июля Пекин объявил жёлтый уровень опасности из-за непрекращающихся осадков. Непогода продлилась до 20 июля. За два дня во всех районах Пекина выпало рекордное количество осадков — от 50 до 226 мм. Некоторые показатели являются самыми высокими с 1960-х годов. В Пекине были затоплены две станции метро, повреждены дома, железная дорога, приостановлена работа некоторых туристических объектов. Наводнение в Китае произошло в одно время с наводнениями в Европе, Индии, Афганистане, Турции и на юге России и было связано с изменениями климата во всём мире. Перед наводнениями в Китае несколько дней стояла жара. Китай был предупреждён о катастрофических последствиях глобального потепления в китайских мегаполисах, а в начале июля — о засухе и наводнениях.
19 июля наводнение разрушило две дамбы в районе Внутренняя Монголия и затопило сельскохозяйственные угодья.
Основной ущерб был нанесён провинции Хэнань. 20 июля в результате затопления метро Чжэнчжоу был заблокирован поезд. В затопленных вагонах погибли 12 человек. Всего были эвакуированы около 500 человек, пять были госпитализированы. Люди находились в воде по плечи около двух часов.
21 июля рядом с городом Чжэнчжоу разрушилась плотина. Из города было эвакуировано около 200 000 человек. В городе Гунъи погибли 4 человека, повреждены дороги и здания, 23 тысячи человек эвакуированы.
На юге Китая в горах Шицзиншань в районе города Чжухай (провинция Гуандун) был затоплен автомобильный туннель, погибли 14 человек.
23 июля в Китае был объявлен оранжевый уровень опасности в связи с приближением тайфуна «Инь-фа» на восток страны. 25 июля тайфун обрушился на прибрежные районах провинции Чжэцзян и Шанхая. Были затронуты Япония и Филиппины. Были закрыты все туристические объекты и ряд станций метро. Эвакуированы более 360 тысяч человек.
30 июля два человека погибли и один пропал без вести после наводнения в городе Тайюань.
12 августа серьёзное наводнение обрушилось на провинцию Хубэй. Погиб 21 человек, несколько пропали без вести.

## Последствия
В СМИ осадки в Китае были названы «ливнями тысячелетия».
Прямой ущерб от наводнения в провинции Хэнань был оценен в 2,15 млрд долларов. Полностью разрушены более 17 тыс. зданий, повреждены 840 тысяч жилых зданий.
Для мониторинга пострадавших от непогоды район были задействованы спутники.
В результате наводнения, по состоянию на 2 августа, погибли 302 человека, 50 пропали без вести. Пострадали более 3 млн человек в 877 населённых пунктах.
Ряд мировых лидеров выразили соболезнования Китаю.